# Chile Open 2025
Chile Open 2025 — тенісний турнір, що проходив на ґрунтових кортах у місті Сантьяго (Чилі) з 24 лютого по 2 березня. Належав до категорії ATP 250.

## Фінальна частина

### Одиночний розряд
Ласло Дьоре —  Себастьян Баес 6–4, 3–6, 7–5

### Парний розряд
Ніколас Баррієнтос /  Rithvik Choudary Bollipalli —  Максімо Гонсалес /  Андрес Мольтені 6–3, 6–2